# Adalbert Schaede
Adalbert Schaede (* 5. März 1913 in Köln; † 18. Februar 2001) war ein deutscher Kardiologe.
Schaede wurde 1940 an der Universität zu Köln promoviert (Dissertation: Untersuchungen über Veränderungen der morphologischen Struktur des Hypophysen-Vorderlappens nach Kastration und nach Zufuhr physiologischer Gaben von Corpus-luteum Hormon bei kastrierten erwachsenen weiblichen Kaninchen). Er war Hochschullehrer an der Universität Bonn im Fachbereich Kardiologie.
Schaede befasste sich besonders mit angeborenen Herzfehlern. Er war einer der Vorreiter in Deutschland bei der Katheterisierung bei angeborenen Herzfehlern in einer Arbeitsgruppe in Bonn ab 1946/47, der auch Franz Grosse-Brockhoff, Ernst Derra und Robert Janker angehörten.
Schaede war der Leibarzt von Willy Brandt. Er lieferte sich 1984 mit dem Bonner Kardiologen Werner Kaufmann einen Gutachterstreit über die Verhandlungsfähigkeit des Bankiers Iwan Herstatt, der bis dahin zehn Jahre einem Gerichtsverfahren aufgrund ärztlicher Atteste entgangen war, wobei Schaede ihn für verhandlungsfähig hielt. Fünf Jahre zuvor hatte Schaede bei Herstatt kardinale Schädigungen diagnostiziert, die dazu führten, dass er 1979 verhandlungsunfähig erklärt wurde.
Schaede starb 2001 im Alter von 87 Jahren. Seine Grabstätte befindet sich auf dem Kölner Melaten-Friedhof.

## Schriften
- mit Franz Grosse-Brockhoff und Franz Loogen: Angeborene Herz- und Gefäßmißbildungen. In: Handbuch der inneren Medizin, Band 9, Teil 3. 4. Auflage, Springer, Berlin 1960, S. 105–652.
- mit Franz Grosse-Brockhoff und Franz Loogen: Untersuchungsmethoden bei Herzfehlern. In: Handbuch der inneren Medizin, Band 9, Teil 2. 4. Auflage, Springer, Berlin 1960, S. 1242–1287.
- mit Franz Grosse-Brockhoff, Robert Janker und Günter Neuhaus: Zur Diagnostik der angeborenen Herzfehler. In: Ärztliche Wochenschrift, Jahrgang 1951, S. 872–892.
- mit Franz Grosse-Brockhoff und Günter Neuhaus: Diagnostik und Differentialdiagnostik der angeborenen Herzfehler. In: Deutsches Archiv für Klinische Medizin, 197. Jahrgang 1950, S. 621–676.
- mit Hilde Lotzkes: Ein Beitrag zu den diagnostischen Moglichkeiten der Herzkatheterisierung bei angeborenen Herzfehlern. In: Deutsche Medizinische Wochenschrift, 77. Jahrgang 1952, S. 454–457.